# Leptodactylus nesiotus
Espèce
Statut de conservation UICN

 VU D2 : Vulnérable
Leptodactylus nesiotus est une espèce d'amphibiens de la famille des Leptodactylidae.

## Répartition
Cette espèce est endémique de Trinité-et-Tobago. Elle se rencontre dans la péninsule d'Icacos dans la région de Siparia à la Trinité,.

## Étymologie
Le nom spécifique nesiotus vient du grec nesiotes, insulaire, en référence à la distribution de cette espèce.

## Publication originale
- Heyer, 1994 : Variation within the Leptodactylus podicipinus-wagneri complex of frogs (Amphibia:  Leptodactylidae). Smithsonian Contributions to Zoology, no 546, p. 1-124 (texte intégral).